# Richard F. Heck
Richard Fred Heck (n. 15 august 1931, Springfield, Massachusetts, SUA – d. 9 octombrie 2015, Manila, Filipine) a fost un chimist american care a obținut Premiul Nobel pentru Chimie în 2010.